# Брудкі-Старі
Брудкі-Старі (пол. Brudki Stare) — село в Польщі, у гміні Вонсево Островського повіту Мазовецького воєводства.
Населення — 323 особи (2011).
У 1975-1998 роках село належало до Остроленцького воєводства.

## Демографія
Демографічна структура станом на 31 березня 2011 року:
|          | Загалом | Допрацездатний вік | Працездатний вік | Постпрацездатний вік |
| -------- | ------- | ------------------ | ---------------- | -------------------- |
| Чоловіки | 172     | 42                 | 114              | 16                   |
| Жінки    | 151     | 30                 | 80               | 41                   |
| Разом    | 323     | 72                 | 194              | 57                   |